# Lamothe-Goas
Lamothe-Goas település Franciaországban, Gers megyében. Lakosainak száma 80 fő (2022. január 1.). Lamothe-Goas Mas-d’Auvignon, Pauilhac, Sainte-Radegonde, La Sauvetat és Terraube községekkel határos.

## Népesség
A település népességének változása:
| Lakosok száma | 73   | 70   | 73   | 59   | 71   | 76   | 78   | 78   | 80   | 80   |
|               | 1968 | 1982 | 1990 | 2006 | 2013 | 2015 | 2017 | 2019 | 2020 | 2022 |